# Mediator (statistiek)

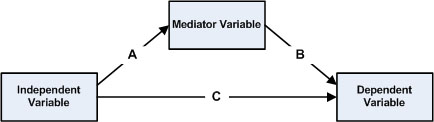
Schema

Een mediator is een statistische variabele die de relatie tussen twee andere variabelen verklaart.
Een voorbeeld: er is een samenhang tussen het ervaren van een positieve band met de leerkracht en de leerprestaties van kinderen. Een verklaring hiervoor is dat kinderen zich meer inzetten voor school als zij een goede band met de leerkracht ervaren. Schoolinzet is dan de mediator die het verband tussen de leerkracht-leerling relatie en goede schoolprestaties verklaart.
Een ander voorbeeld:
Er is een verband tussen piekeren en buikpijn. Het verband ziet er als volgt uit: Piekeren > leidt tot fysiologische stressreacties. Fysiologische stressreacties vergroten de kans op buikpijn. De fysiologische stressreacties worden gezien als mediator: de verklarende variabele tussen piekeren en buikpijn.